# Sara Hector
Sara Maria Hector (født 4. september 1992) er en svensk alpin skiløber.
Hun har konkurreret ved seks verdensmesterskaber og vundet tre medaljer i holdbegivenheden, henholdsvis i 2011, 2015 og 2021.
Hector fik sin første VM-sejr i december 2014, en storslalom i Kühtai, Østrig. Hun vandt guld i storslalom ved de olympiske lege i 2022.
Ved sit tredje vinter-OL i 2022 vandt Hector sin første olympiske medalje, som også var det første guld på kvindesiden i storslalom for Sverige siden 1992.